# Aourir
Aourir (en àrab اورير, Awrīr; en amazic ⴰⵡⵔⵉⵔ) és una comuna rural de la prefectura d'Agadir Ida-Outanane, a la regió de Souss-Massa, al Marroc. Segons el cens de 2014 tenia una població total de 36.948 persones. Es troba a 12 km d'Agadir, a 8 km de Taghazout i a 50 km d'Imouzzer des Ida-Outanane.